# МАЗ-503
МАЗ-503 — радянський вантажний автомобіль-самоскид, що випускався на Мінському автомобільному заводі.
Розроблявся на базі бортового автомобіля МАЗ-500. Перший дослідний зразок МАЗ-503 був побудований в 1958 році. Потім протягом деякого часу самоскид проходив тривалі випробування. У 1963 році почалася дослідно-промислова збірка, з 1965 по 1970 роки серійне виробництво. Кузов МАЗ-503 був кар'єрного типу з низькими похилими бортами для перевезення ґрунту і скельних порід. З 1970 по 1977 роки здійснювалось виробництво модернізованого самоскида МАЗ-503А.
Автомобілі комплектувались дизельними двигунами ЯМЗ-236 V6 об'ємом 11,15 л потужністю 180 к.с. і 5-ст. механічною коробкою передач.

## Модифікації
- МАЗ-503 — базова модель, самоскид (1965—1970 рр.).
- МАЗ-503А — самоскид, переглянута версія МАЗ-503 (1970—1977 рр.).
- МАЗ-503Б — самоскид з високими рівними бортами і відкидним заднім бортом.
- МАЗ-503В, МАЗ-503Г — дослідні самоскиди з обігрівом днища кузова.
- МАЗ-503С — північний варіант, в серійне виробництво не пішов.
- МАЗ-509Б — повнопривідний. Досвідчений, в серійне виробництво не пішов.
- МАЗ-510 — самоскид з одномісною кабіною побудований в 1962 році, в серійне виробництво не пішов.
- МАЗ-511+847 — самоскидний автопоїзд з бічним розвантаженням. У серійне виробництво не пішов.